# Sveštarska grobnica
Sveštarska grobnica (bolgarsko Свещарска гробница, Sveštarska grobnica) je tračanska grobnica, ki stoji približno 2,5 km južno od vasi Sveštari v bolgarskem okraju Razgrad v severovzhodni Bolgariji.

## Opis
Grobnica s tremi oboki iz 3. stoletja pr. n. št., ki so jo odkrili leta 1982 v eni od številnih getskih gomil, odraža temeljna strukturna načela tračanskih kultnih zgradb. V grobnici je edinstven arhitekturni dekor, ki je kombinacija pol človeških in pol rastlinskih kariatid in stenskih poslikav. V stenah osrednje pogrebne sobe je v visokem reliefu vklesanih deset ženskih figur, v obokani luneti pa je poslikava, ki je edini primer takšne poslikave na tračanskem ozemlju. V grobnici sta dva sarkofaga, v katerih sta bila domnevno pokopana tračanski plemič in njegova žena. Pred njima je stala kamnita pregrada v obliki vrat, ki je simbolizirala prehod iz tega sveta v onostranstvo. Pregrada je prestavljena v prostor pred grobnico.
Sveštarska grobnica je izjemen spomenik kulture Getov, tračanskega ljudstva, ki je imelo po pisanju antičnih geografov stike tako s helenskim kot hiperborejskim svetom. 
Arheologi so leta 2012 v bližini vasi odkrili pomemben zaklad. V 150 okoliških grobovih iz 4. stoletja pr. n. št. so našli zlat prstan, 44 ženskih figur in 100 zlatih gumbov.
Domneva se, da so grobovi spadali k starodavnemu getskemu mestu Helis, katerega ostanki so na griču nekaj kilometrov od Sveštarske grobnice.

## Sklic
1. ↑  http://whc.unesco.org/en/list/359.
2. ↑  P. Delev (2000). Lysimachus, the Getae, and Archaeology. The Classical Quarterly, New Series 50 (2): 384–401. doi:10.1093/cq/50.2.384.

## Vira
- Alexander Fol, M. Čičikova, T. Ivanov, T. Teofilov. The Thracian Tomb near the Village of Sveshtari. Sofija, 1986.
- Alexander Fol. Die thrakische Orphik oder Zwei Wege zur Unsterblichkeit. V Die Thraker. Das goldene Reich des Orpheus, Ausstellung 23. Juli bis 28. November 2004, Kunst- und Ausstellungshalle der Bundesrepublik Deutschland. Philipp von Zabern, Mainz 2004, str. 177-186.